# Glansdrongo
Glansdrongo (Dicrurus atripennis) är en afrikansk fågel i familjen drongor inom ordningen tättingar.

## Utseende och läten
Glansdrongon är en medelstor (21-24 cm) blåsvart drongo som gör skäl för sitt namn genom att ha mycket glansigare dräkt än andra afrikanska drongoarter. Stjärten är något kluven, ett mellanting mellan mindre tvärstjärtad drongo och större sammetsdrongon. Ögonen är typisk mattare röda än västafrikansk drongo. Glansdrongon är en högljudd fågel som yttrar en rad olika visslingar och mer elektriska läten, även härmningar av andra fågelarter.

## Utbredning och systematik
Glansdrongon förekommer i Guinea och från Sierra Leone till Gabon och östra Kongo-Kinshasa. Den behandlas som monotypisk, det vill säga att den inte delas in i några underarter. Arten är närmast släkt med tvärstjärtad drongo.

## Levnadssätt
Glansdrongon hittas från undervegetationen upp till medelhög höjd i tät skog. Födan består av större insekter, mellan 50 och 60 mm långa. Arten är stannfågel.

## Status och hot
Arten har ett stort utbredningsområde och en stor population, men tros minska i antal på grund av habitatförstörelse, dock inte tillräckligt kraftigt för att den ska betraktas som hotad. Internationella naturvårdsunionen IUCN kategoriserar därför arten som livskraftig (LC). Världspopulationen har inte uppskattats men den beskrivs som ovanlig till vanlig.